# Bombardarea Bucureștiului în Al Doilea Război Mondial
Bombardarea Bucureștiului în al Doilea Război Mondial au fost în primul rând bombardamente ale Aliaților asupra obiectivelor de cale ferată și de petrol, dar a inclus și bombardarea de către Germania nazistă după lovitura de stat a Regelui Mihai. Bucureștiul depozita și distribuia o mare parte din produsele de petrol rafinat la Ploiești.

## Raidul de la 4 aprilie 1944
Avioanele americane au bombardat Bucureștiul la 4 aprilie 1944. Beneficiind de o prognoză meteo favorabilă, de pe aerodromuri italiene au decolat cu destinația București, în valuri succesive, 220 de bombardiere B-17 și încă 93 bombardiere B-24 Libertator. Această forță aeriană a bombardat atât nordul cât și centrul capitalei, distrugând două cartiere ale Bucureștiului. 378 de americani au constituit echipajul bombardierelor. 2.942 de persoane au fost ucise si 2.126 rănite, inclusiv femei și copii. Timp de mai multe zile, mormane de cadavre arse sau zdrobite sub dărâmături au putrezit pe străzile Bucureștiului.

## După 23 august 1944
Bombardamentele nemțești au început imediat din dimineața zilei de 24 august 1944, foștii aliați devenind peste noapte inamici. Astfel avioane germane care au decolat de la Otopeni și Băneasa au atacat în mod repetat și intens Bucureștiul în zilele de 24 - 26 august 1944.

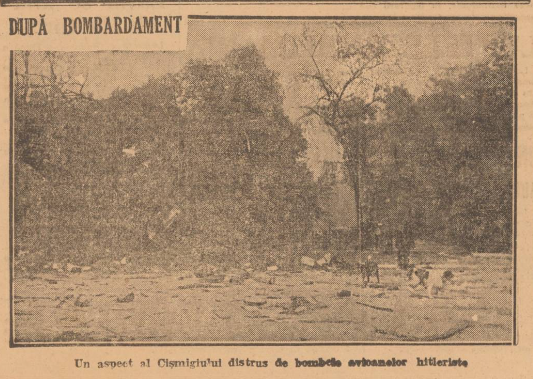
Fotografie publicată în numărul 247 din 9 septembrie 1944 al ziarului Universul, arătând distrugerile din Parcului Cișmigiu provocate de un bombardament german asupra Bucureștiului.

Printre multiplele obiectivele atacate în prima zi au fost aerodromul Pipera, zona de centru Calea Victoriei inclusiv Palatul Regal,  Ateneul Român, Fundația „Regele Carol I” (Biblioteca Centrală Universitară de azi), Ministerul Aerului și Marinei, Inspectoratul General al Jandarmeriei, Școala Pregătitoare de Ofițeri de rezervă, Manutanța Armatei, Cazarma gardienilor publici, Spitalul Filantropia, Academia Română, Casa Capșa, muzeele Theodor Aman și Grigore Antipa, Institutul de Bizantinologie, Primăria Capitalei, Centrala Caselor Naționale, Eforia Spitalelor, Banca Românească, Hotelul Athénée Palace, Uzinele Lemaître, Fabrica Leul, Tipografia Bucovina, grajdurile Hipodromului de trap și Depoul STB din Panduri. Rețelele de alimentare cu apă, energie electrică și telefonie au fost afectate în mai multe puncte.
Prima zi de bombardamentele a dus la moartea a 89 de persoane (dintre care 27 de femei și 8 copii), 90 de răniți și la distrugerea sau avarierea a peste 200 de imobile.
Bombardamentele din timpul nopții de 24/25 august, la intervale de 30-40 de minute, au adaugat 38 de morți (dintre care 5 copii) și 57 răniți. În afară de câteva case,  au fost lovite și Ministerul de Interne, Președinția Consiliului de Miniștrii, Ministerul Propagandei, Moara Herdan și Dispensarul Asigurărilor Sociale.
În timpul zilei de 25 august, zonele lovite de atacurile repetate au fost zona Băneasa, centrul Capitalei, Chitila rezultând în 48 persoane ucise și 59 rănite, 232 case distruse și 72 avariate. Atacul din timpul nopții a lovit zona gării Chitila-Triaj, Atelierele C.F.R. Grivița, Bucureștii Noi, pieței Chibrit, iar cel din timpul zilei de 26 august a vizat zona centrală, fiind lovite Ministerul de Război, Palatul Telefoanelor, Palatul Regal, Mercur, teatrele Național, Majestic și Savoi, Inspectoratul General al Jandarmeriei, hotelul Athénee Palace. Au fost dărămate total 23 de clădiri, 35 parțial iar numărul victimelor a fost de 7 morți și 22 răniți.